# La Poterie-Cap-d’Antifer
La Poterie-Cap-d’Antifer ist eine französische Gemeinde mit 456 Einwohnern (Stand: 1. Januar 2022) im Département Seine-Maritime in der Region Normandie. Sie gehört zum Arrondissement Le Havre und zum Kanton Octeville-sur-Mer. Die Bewohner werden Potiais und Potiaises genannt.

## Geographie

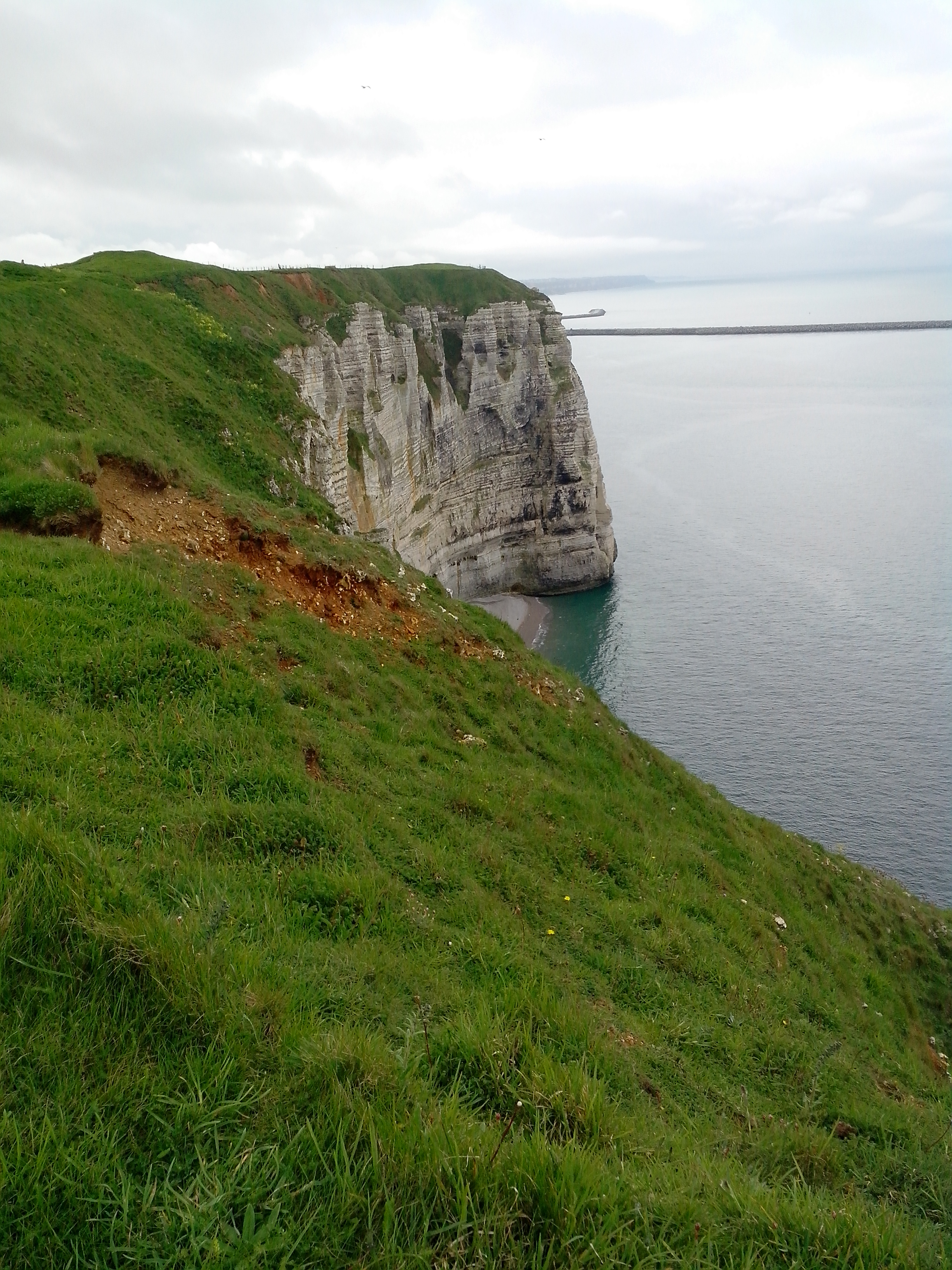
Steilküste am Cap d’Anifer

La Poterie-Cap-d’Antifer liegt in der Naturregion Pays de Caux, etwa 20 Kilometer nordnordöstlich von Le Havre am Ärmelkanal. Umgeben wird La Poterie-Cap-d’Antifer von den Nachbargemeinden Le Tilleul im Norden und Osten, Sainte-Marie-au-Bosc im Südosten sowie Saint-Jouin-Bruneval im Süden. Zur Gemeinde gehört auch das Dorf La Place. Die zum Gemeindegebiet gehörende Küste ist Teil der Alabasterküste und umfasst markante Punkte wie das auch namengebende Kap d’Antifer und Pointe du Fourquet sowie Strände wie den Plage du Tilleul.

## Geschichte
Während der Operation Biting (auch: Bruneval Raid) versuchte die Royal Air Force am 27./28. Februar 1942 erfolgreich das Würzburg-Radar in Bruneval abzubauen. Die Operation erfolgte über Kap Antifer.

### Bevölkerungsentwicklung
| Jahr                       | 1962 | 1968 | 1975 | 1982 | 1990 | 1999 | 2006 | 2013 | 2020 |
| Einwohner                  | 297  | 269  | 273  | 314  | 304  | 316  | 361  | 445  | 453  |
| Quellen: Cassini und INSEE |      |      |      |      |      |      |      |      |      |

## Sehenswürdigkeiten
- Kirche Saint-Martin aus dem 17. Jahrhundert
- Leuchtturm von Antifer

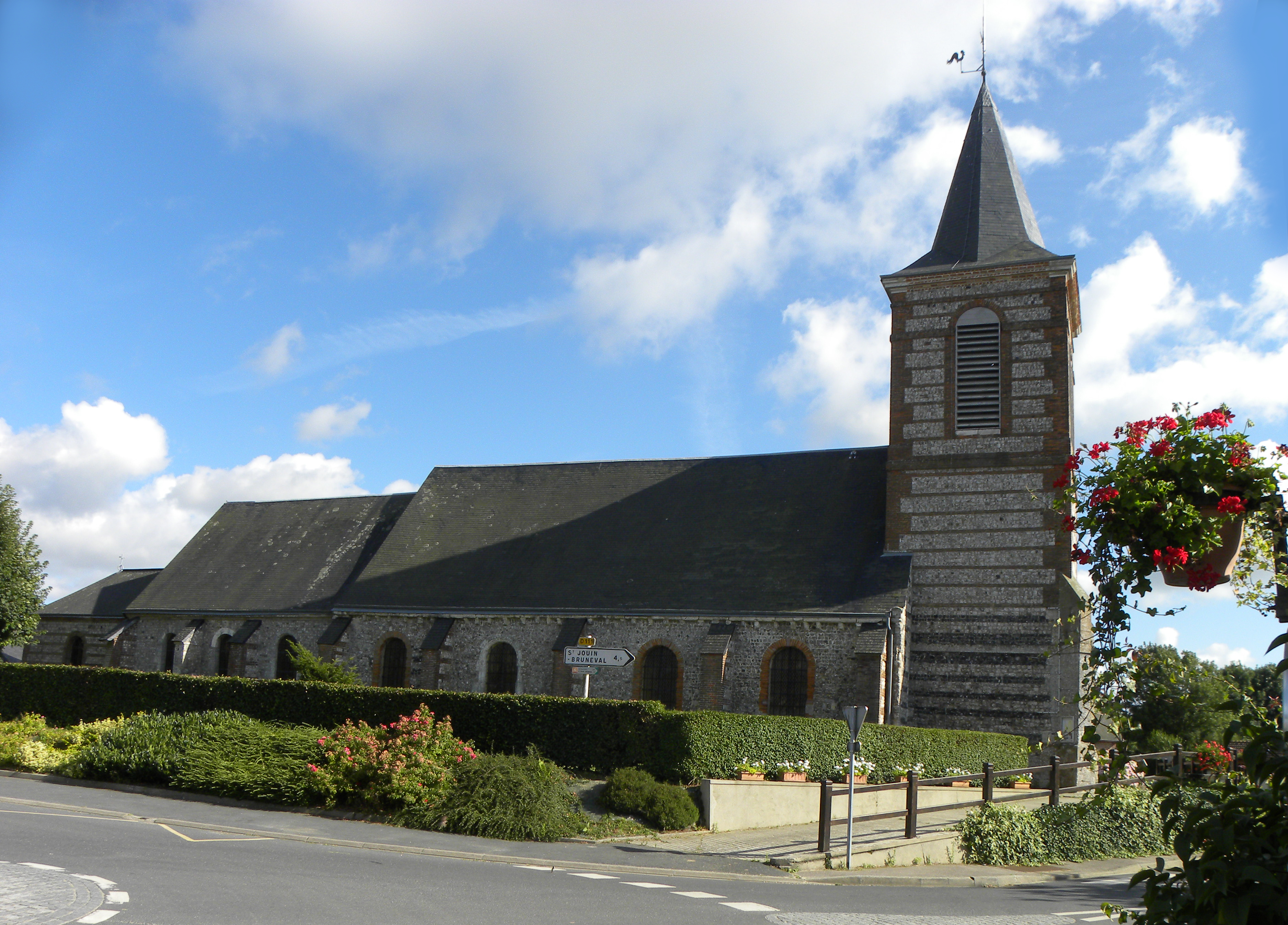
Kirche Saint-Martin
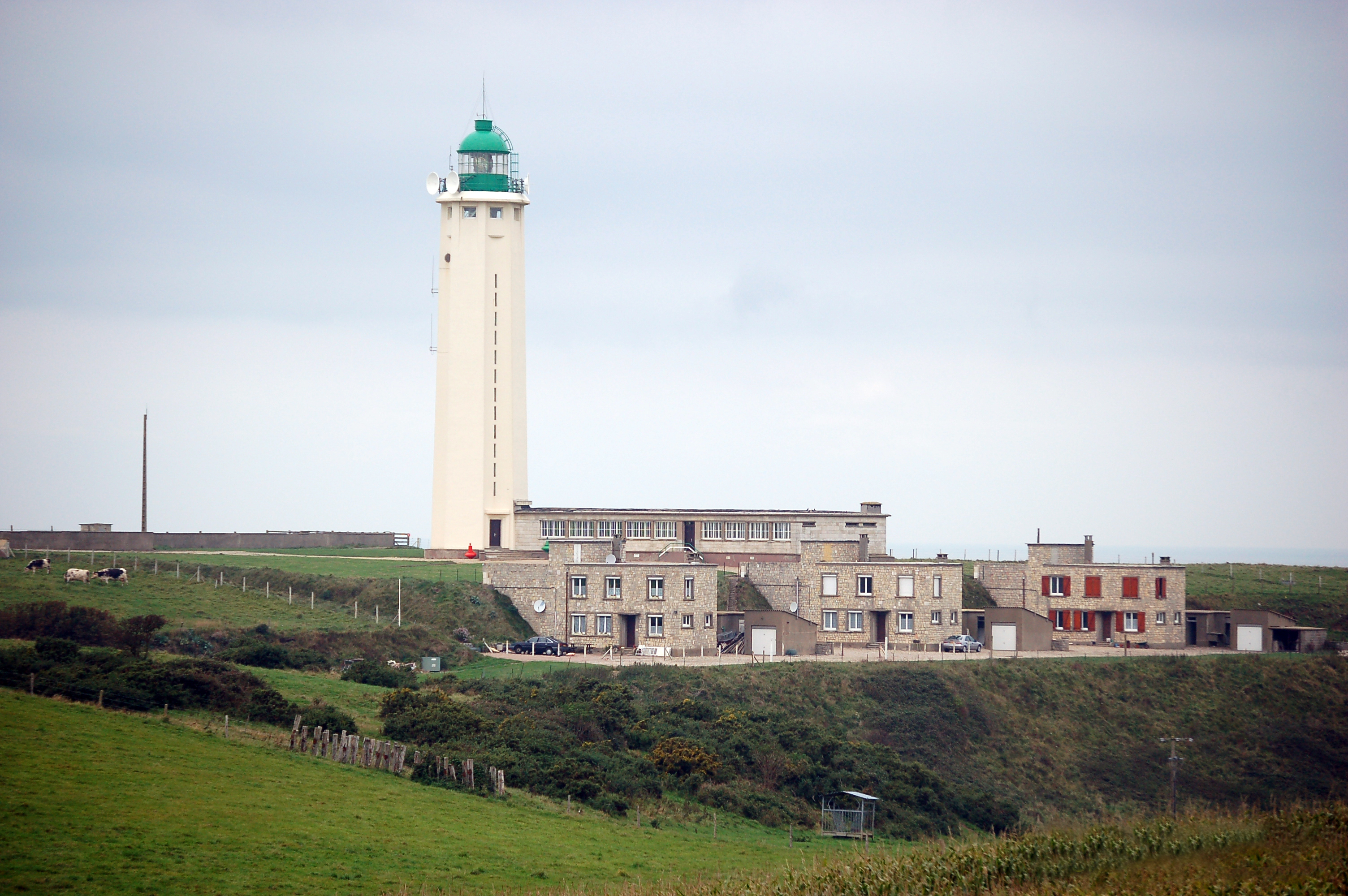
Leuchtturm